# Konoe Tsunehira
Konoe Tsunehira (近衛 経平) (1287 - 1318), fils de Konoe Iemoto, est un noble de cour japonais (kugyō) de l'époque de Kamakura (1185–1333). Il n'occupe pas la fonction de régent kampaku ni celle de sessho. Son fils est Konoe Mototsugu.

## Source de la traduction
- (en) Cet article est partiellement ou en totalité issu de l’article de Wikipédia en anglais intitulé « Konoe Tsunehira » (voir la liste des auteurs).